# Letov Š-16
Letov Š-16 byl československý dvoumístný jednomotorový bombardovací a průzkumný letoun a první čs. letoun s celokovovou kostrou. Letoun se stal jednou z nejslavnějších kapitol v produkci Vojenské továrny na letadla (Letov).

## Vznik a vývoj
Konstrukce a výkony průzkumného a bombardovacího letounu Š-16 představovaly vrchol konstrukční práce Aloise Šmolíka a doby vzniku pro letadla této kategorie. Jednoduché a účelné tvary dávaly tomuto stroji vzezření spolehlivé robustnosti a účelnosti, které spolu s výbornými letovými vlastnostmi znamenaly to nejlepší doporučení. Jednou z velkých výhod tohoto letounu byla možnost instalovat téměř všechny tehdy ve světě běžné motory o výkonu od 450 do 800 k. Na jednotlivých variantách to byly motory značek Lorraine-Dietrich, Hispano Suiza, Škoda, Walter, Isotta Fraschini, Breitfeld-Daněk a Praga.
V Letovu původní konstrukci vypracoval ing. František Novotný, který se později se šéfkonstruktérem Letovu ing. Šmolíkem nepohodl a odešel nakonec do Avie, kde zkonstruoval slavnou Avii B-534 a akrobatickou Avii B-122. Vývoj letounu Š-16 začal roku 1925 a v sobotu 30. října 1926 se na letišti Vojenské továrny na letadla v Letňanech zalétával nový typ letadla. Letadlo bylo původně zamýšleno k průzkumu – při plném výkonu vydrželo ve vzduchu 5 a půl hodiny. V prosinci téhož roku se prototyp Š-16.1 s motorem Lorraine-Dietrich účastnil s úspěchem letecké výstavy v Paříži, kde budil pozornost vojenských představitelů z Lotyšska i jiných zemí. V létě roku 1927 na prototypu Š-16 uskutečnili pilot pplk. Jaroslav Skála a mechanik Matěj Taufer dálkový etapový let z Prahy do Tokia: přes Moskvu, Kazaň, Omsk, Krasnojarsk, Čitu a Heidžó. Zpáteční cestu letoun nedokončil pro stálé potíže s chladičem motoru.

## Varianty

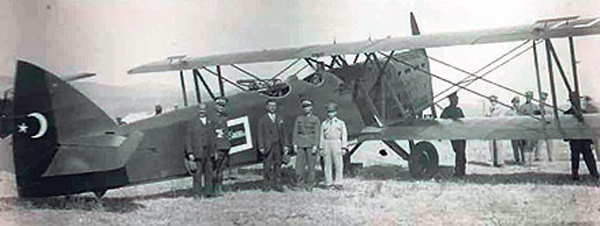
Letov Š-16T Tureckého letectva

První z objednaných 21 letounů Š-16L s motory Hispano Suiza 50 (330 kW/450 k) pro lotyšské vojenské letectvo se v Lotyšsku objevily na podzim roku 1927. Dne 13. října 1927 ustanovil letoun Š-16L se šéfpilotem Aloisem Ježkem světový rychlostní rekord na uzavřeném okruhu 500 km se zatížením 1000 kg výkonem 230,9 km/h. Mimo to překonal 5 československých rekordů v rychlosti na 100 a 500 km s nákladem 500 a 1000 kg.
V období listopad 1927 – březen 1928 probíhaly zkoušky prototypů Š-16.2 a Š-16.1, které zadalo čs. ministerstvo národní obrany. Na základě těchto zkoušek byly oba prototypy upraveny a v květnu uznány komisí MNO za vyhovující. Následně byly stroje v roce 1928 objednány k potřebám armády. Objednávka zahrnovala celkem 89 letounů Š-16 ve dvou provedeních (denní bombardovací letoun ŠB-16, průzkumná verze Š-16), a to v letech 1929-1932 (1929:15, 1930: 52 a 1932: 22 letounů). Obě tyto verze poháněly třířadé dvanáctiválce Lorraine Dietrich 12Cc o výkonu 330 kW (450 k), které v licenci vyráběla Škoda v Mladé Boleslavi. Obě verze sloužily spolehlivě u všech tehdejších leteckých pluků do poloviny 30. let. V roce 1935 byly všechny Š-16 vyřazeny z prvoliniových útvarů jako zastaralé. Přesto během mobilizace v září 1938 bylo ještě 31 strojů Š-16 ve II. linii.

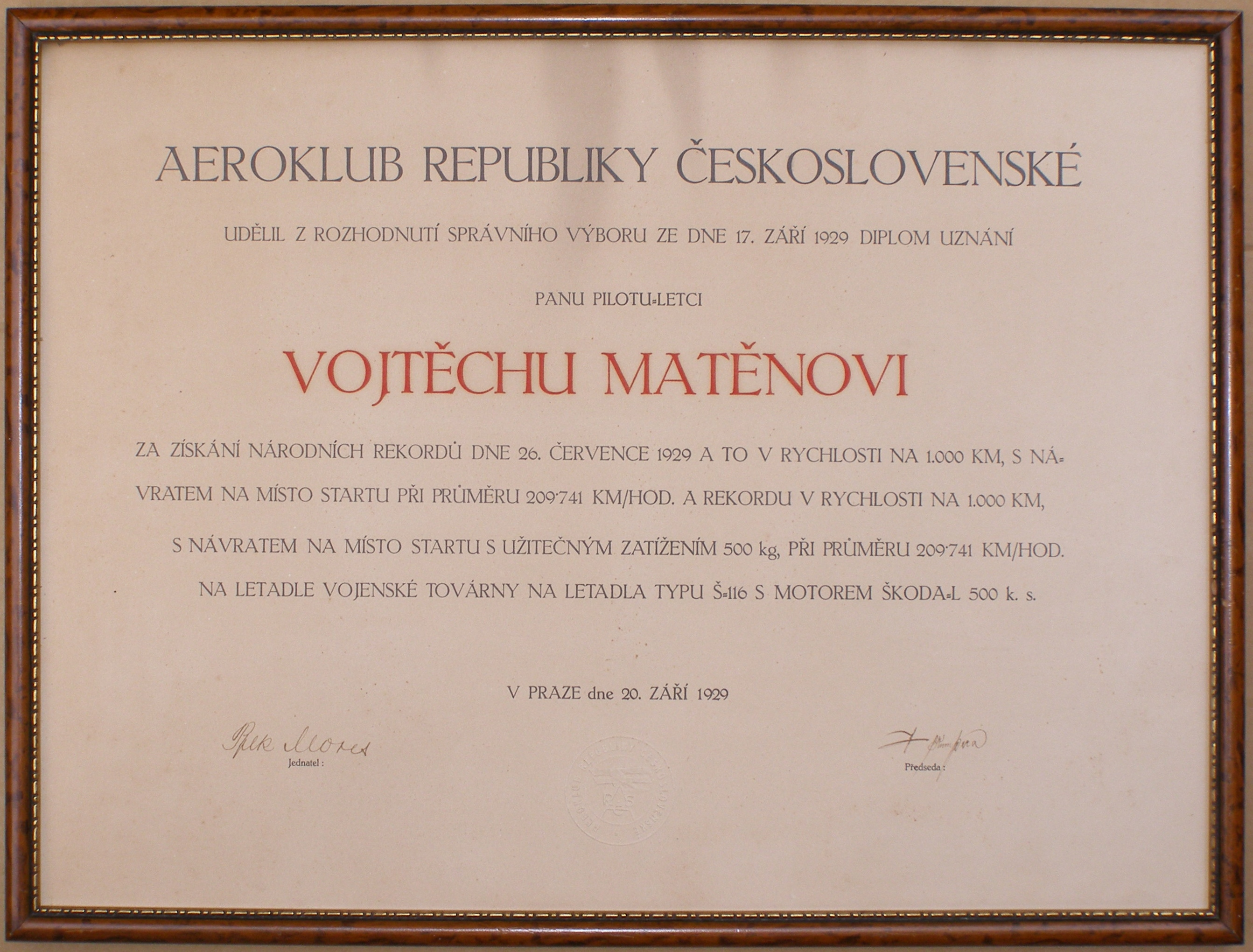
Diplom Aeroklubu Republiky Československé za rekordní let

Osmikusová série Š-16r, psáno i Š-16R, (jako redivivus = oživený) z roku 1930 byla pokusem letadlo zmodernizovat a udržet déle výrobu ve státním podniku Letov. V té době již zastaralá letadla byla mírně upravena: zadní část trupu byla zespodu snížena (spodní strana ocasu byla při pohledu z boku více prohnutá, aby mělo letadlo na zemi vzpřímenější postoj a větší úhel náběhu pro zkrácení startu), současně byly upraveny ocasní plochy a podvozek. V odtokové hraně horního křídla nad pilotním sedadlem byl zřízen půlkruhový výřez pro zlepšení výhledu. Úpravy však zhoršily stabilitu letadla, a MNO jich více neobjednalo.

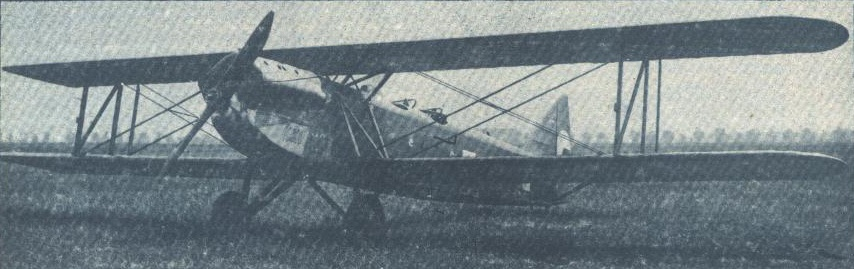
Letov Š-116

Varianta Letov Š-16T byla určena pro export do Turecka, kam bylo dodáno v rozmezí let 1929-30 12 letounů. Tři z letadel dodaných do Turecka provedla v roce 1930 bez jediné nehody velký okružní, skupinový let po Turecku, měřící 5000 km. Na rozdíl od strojů pro československé letectvo, poháněných licenčními motory Škoda Lorraine Dietrich, byly turecké letouny opatřeny původními francouzskými pohonnými jednotkami Hispano Suiza 50 o výkonu 367 kW. Od června 1928 do května 1931 provozovala společnost Letov jeden letoun s imatrikulací L-BAAP (verze Š-16). Tato imatrikulace se na stejné období také uvádí u verze Š-316.

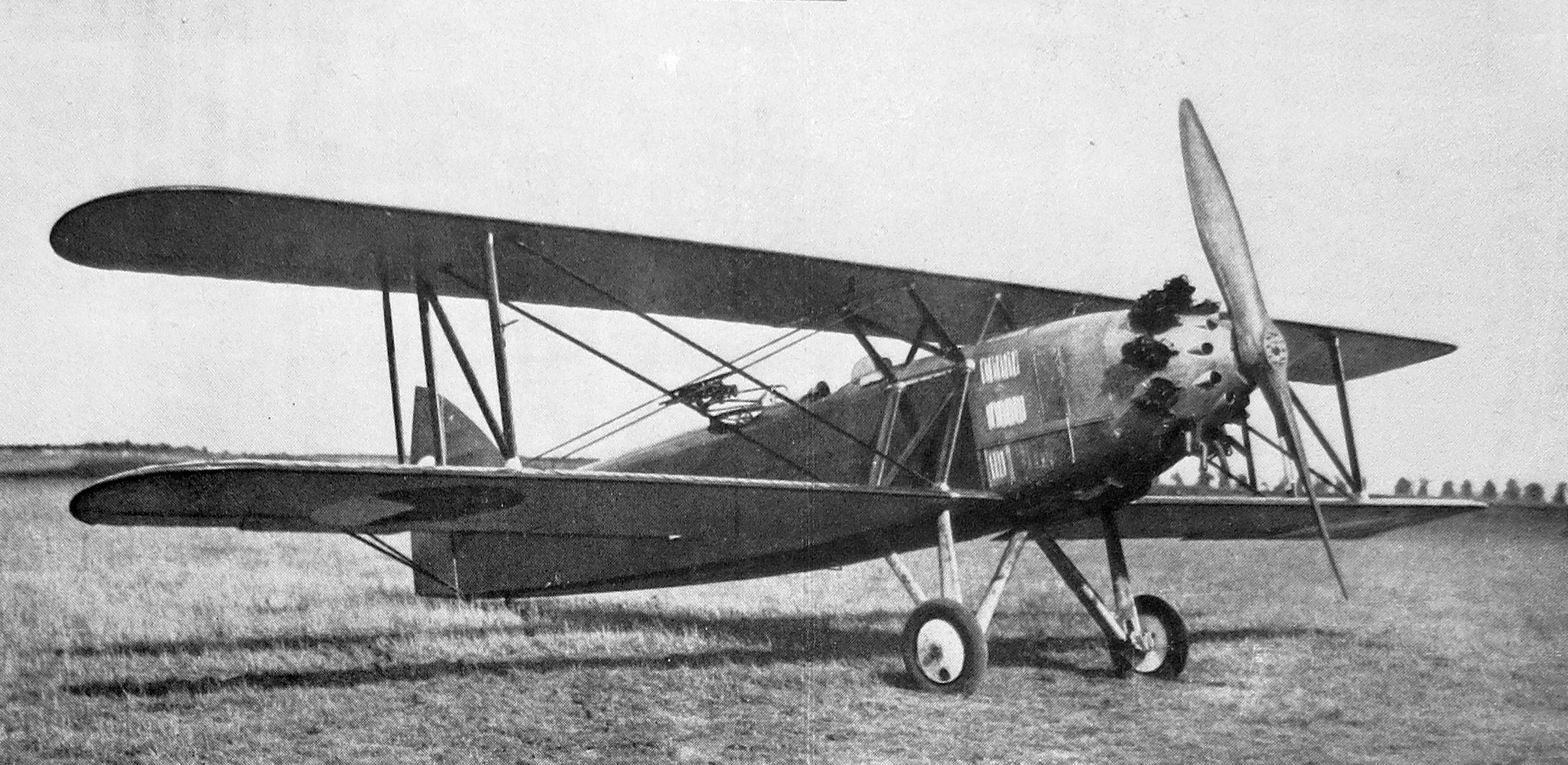
Letov Š-216 s motorem Walter Jupiter 480/600 HP

Plovákový Š-16J s reduktorovým motorem Hispano Suiza postavený v jednom exempláři v roce 1929 pro Jugoslávii však exportní úspěch nepřinesl. Plováky zkonstruované podle německé dokumentace firmy Dornier trpěly netěsností a nadměrnou korozí. Po krátkých zkouškách v námořním učilišti v Divulji u Splitu byl letoun vyřazen z provozu a od dalšího vývoje bylo upuštěno.

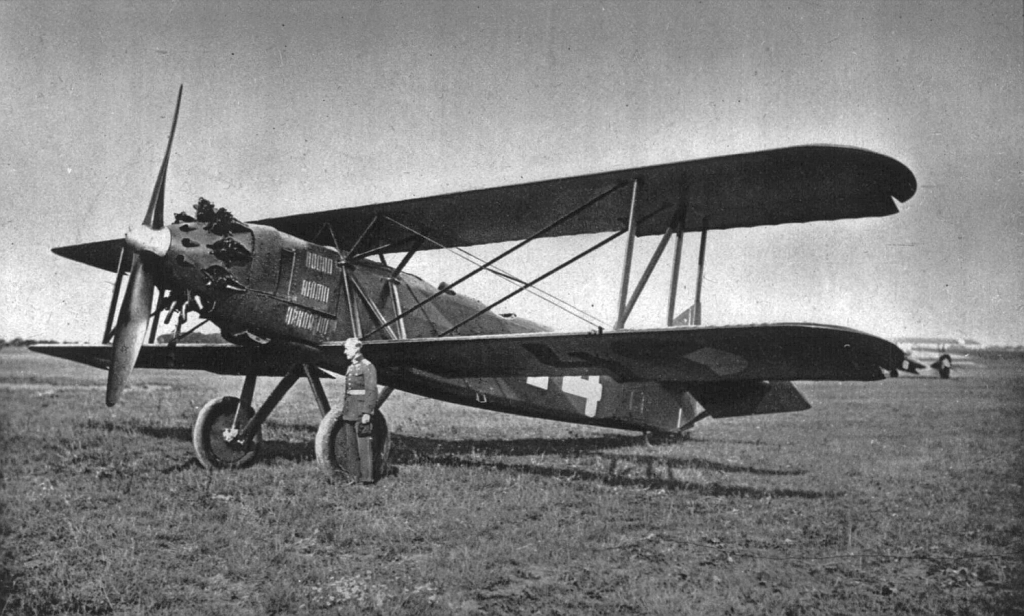
Letoun Letov Š-216 s motorem Walter Jupiter VIII-R, pilot Josef Kalla (1928)

Dne 27. července 1929 dosáhl polní pilot rotmistr Vojtěch Matěna s četařem Bromským národního rekordu, když s letounem Š-116.3 (vodou chlazený dvanáctiválcový motor Škoda L 500 ks) absolvoval trať 1 000 km (10× okruh 100 km) s užitečným zatížením 540 kg průměrnou rychlostí 209,74 km/hod. Celková produkce dala tři letouny této varianty. V roce 1930 byl u letounu Š-116.3 vyměněn motor za nový, třířadový Škoda L s reduktorem o výkonu 367 kW. Vznikly 3 kusy, z nichž poslední měl namontovány sloty firmy Handley Page. Ten poslední byl určen jako záložní letoun pro IV. ročník závodu Malou dohodou a Polskem. Označení této verze bylo změněno na Letov Š-716.1.
Jeden kus základního typu s hvězdicovým motorem Walter Jupiter VIII-R s reduktorem (některé zdroje uvádějí motor Walter Jupiter VIII o stejném výkonu) o jmenovitém výkonu 353 kW (480 k) nesl označení Letov Š-216.1. Tento letoun předčil výkony všech dosavadních verzí typu Š-16, jak co do dosahovaných výšek, tak i rychlosti. Motor byl pro vyrovnání těžiště letounu vysunut značně dopředu. Takto modifikovaný letoun (st. č. 4) zvítězil ve II. ročníku v Letu kolem Malé dohody a Polska v roce 1928 s osádkou škpt. Josef Kalla a mechanik čet. Matěj Taufer. Na trati dlouhé 3112 km dosáhl letoun průměrné rychlosti 201,2 km/h se zatížením 1000 kg a vystoupal s ním na 5000 m za 28,9 minuty. Při zkoušce maximální rychlosti na okruhu 5 km dosáhl rychlosti 232,2 km/h. U tohoto letounu se v nominálních parametrech uváděl dostup 7070 m a stoupavost do 5000 m pouhých 23,5 minuty. O rok později byl testován ve VLÚS, kde se potvrdilo, že stroj trpí neodstranitelnými vibracemi motoru, proto jeho vývoj dále nepokračoval. Přesto ještě v roce 1929 s tímto letounem Josef Kalla (již jako major) zopakoval své vítězství v závodě kolem Malé dohody a Polska.

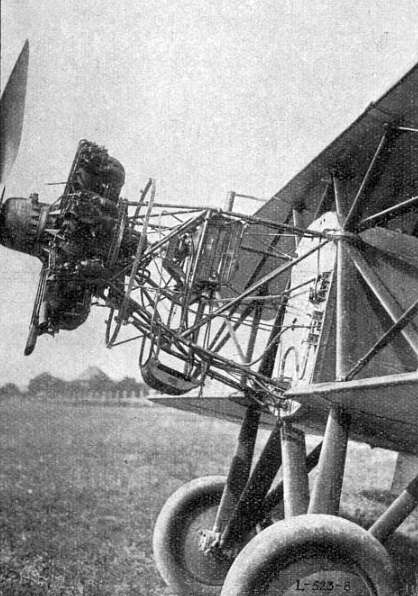
Letov Š-216, motorové lože a motor Jupiter s reduktorem (1928)

Walter Jupiter byl vyměněn za kapalinou chlazený motor Hispano Suiza 12Lb o výkonu 441 kW, stroj byl přeznačen na Letov Š-316.3 a vojenská správa stroj převzala 4. června 1931. V Československé armádě létaly celkem tři Š-316 s těmito originálními francouzskými motory. Přestavbou Š-316.2 v roce 1930 na licenční motor firmy Isotta Fraschini Asso, třířadý osmnáctiválec chlazený vodou Praga Asso o výkonu 588/735 kW, vznikl typ Letov Š-516.2.

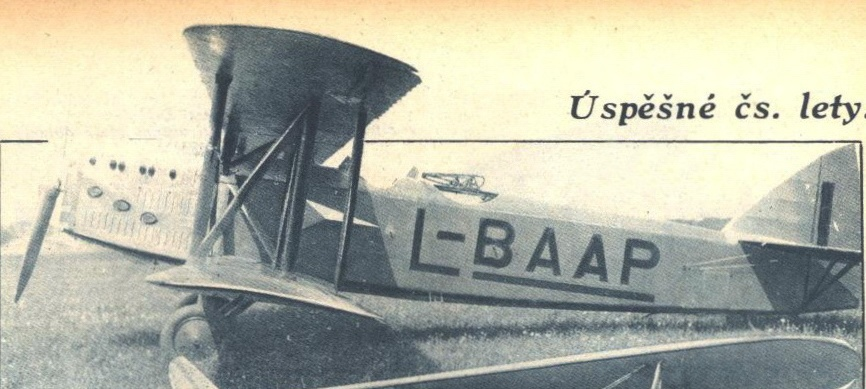
Letov Š-316 (L-BAAP) s motorem Hispano Suiza 12Lb

Tuto nejvýkonnější pohonnou jednotku ze všech modifikací Š-16 obdržel také Letov Š-416.1 výměnou za původní motor Breitfeld-Daněk BD-500 o výkonu 367 kW, který se ukázal jako nevyhovující. Tento letoun nesl označení Letov Š-516.1. Osádka tohoto stroje, mjr. Klepš a npor. Frank, obsadila druhé místo v posledním IV. ročníku závodu Malou dohodou a Polskem v roce 1930.
Dva prototypy varianty Letov Š-616 poháněly francouzské motory Hispano Suiza 12Nbr o výkonu 478 kW (650 k), následnou desetikusovou sérii licenční motor Avia Vr-36 o stejném výkonu. Jeden z těchto letounů létal od 20. července 1931 s civilní imatrikulací OK-AAQ. Dlouhý výčet „stovkových“ variant Š-16 pokračuje jediným strojem Letov Š-716, který byl poháněn motorem Škoda L s reduktorem.
S označením Letov Š-816 létaly dva stroje s motory Praga ESV, vodou chlazenými dvanáctiválci do V o výkonu 404/478 kW (550/650 k). První z nich byl zařazen do československé armády v březnu 1931 a druhý, s reduktorovou verzí motoru Praga ESVR, na jaře 1933. Tyto motory však nevynikaly přílišnou spolehlivostí.

## Popis letounu
V případě letounu Letov Š-16 se jednalo o první leteckou celokovovou konstrukci (dural, ocel) navrženou a vyrobenou v Československu.
Trup měl příhradovou konstrukci ze čtyř podélných ocelových trubek proměnného průřezu a devíti přepážkami. Kostra byla vyztužena ocelovými dráty. Horní a dolní část byla pokryta karosérií z duralu a celek pak byl potažen plátnem. Křídla horní i dolní byla totožná. Všechna žebra měla stejný tvar. Spodní křídla se připojovala k trupu pomocí čepů v centroplánech. Horní křídla byla stejným způsobem připojena k baldachýnu. Ten byl k trupu připojen pomocí dvou „N“ vzpěr. Vlastní křídla byla spojena pomocí dvou „N“ vzpěr a byla vyztužena dráty. Křidélka byla na horních i dolních křídlech a byla spojena pomocí vzpěry.
Ocasní plochy měly duralovou kostru podobně jako křídla a byly potaženy plátnem, jejich osy uloženy v kuličkových ložiscích. Podvozek ostruhového typu byl dělený s rozchodem 2520 mm. Každá podvozková noha měla ještě dvě vzpěry. Podvozek byl odpružen. Motorové lože bylo k trupu upevněno pomocí 4 svorníků. Pohonnou jednotku tvořil třířadý dvanáctiválec Lorraine Dietrich francouzské konstrukce o maximálním výkonu 490 koní. Standardní vrtule byla dvoulistá dřevěná vrtule Letov. Hlavní nádrž o obsahu 465 kg paliva byla umístěna za ohnivzdornou motorovou přepážkou v trupu. Další dvě nádrže o obsahu 122 kg paliva byly umístěny v baldachýnu.

## Provoz
Pilot František Peřina o létání na Š-16 řekl: Šestnáctka s ohromně dlouhými křídly byla příjemná na pilotáž, ale řvala ze všech strojů v celé ČSR nejpříšerněji
Dle Letecké nehody vojenských strojů Československé republiky na letounech Š-16 zemřelo při nehodách 20 letců Čs. armády.
.

## Uživatelé
Československo
- Československé letectvo (115 letounů)

 Království Jugoslávie
- Jugoslávské královské námořnictvo (1 letoun)

 Lotyšsko
- Letecký pluk (21 letounů)[13]

 Turecko
- Turecké letectvo (16 letounů)

## Specifikace

Třípohledový nákres

Údaje pro Š-16 dle 

### Technické údaje
- Posádka: 2
- Užitečný náklad: 300–1000 kg
- Rozpětí: 15,30 m
- Délka: 10,22 m
- Výška: 3,23 m
- Hloubka křídla: 1,60 m
- Nosná plocha: 46,40 m2
- Plocha křidélek: 4,40 m2
- Plošné zatížení: 49,2 kg/m2
- Prázdná hmotnost: 1230–1400 kg
- Max. vzletová hmotnost: 2280–2450 kg
- Hmotnost na jednotku plochy: 52,70 kg/m2
- Hmotnost na jednotku výkonu: 7,43 kg/kW
- Pohonná jednotka: třířadý dvanáctiválec Lorraine-Dietrich 12Cc s dvoulistou, dřevěnou vrtulí
- Výkon pohonné jednotky: 450 k (330 kW) při 2050 ot/min

### Výkony
- Max. rychlost při zemi: 230 km/h
- Max. rychlost v 1 800 m: 217 km/h
- Cestovní rychlost: 190 km/h
- Minimální rychlost: 85 km/h
- Přistávací rychlost: 80 km/h
- Dolet: 5 hod 30 min (vytrvalost)
- Dostup: 7000 m
- Délka vzletu: 150 m
- Délka doběhu: 160 m
- Stoupavost: výstup do 5000 m 25–31 min

### Výzbroj
- 1 × synchronizovaný kulomet Vickers ráže 7,7 mm a jeden pohyblivý Lewis stejné ráže.
- Pumové závěsníky: 3 velké pro 50–200 kg pumy, 12 malých pro 10–20 kg bomby